# Айртон Сенна
А́йртон Се́нна да Сі́лва (порт. Ayrton Senna da Silva; 21 березня 1960, Сан-Паулу — 1 травня 1994, Болонья), більш відомий як Айртон Сенна, — бразильський автогонщик, триразовий чемпіон світу з автоперегонів у класі Формула-1. Сенну вважають одним з найкращих гонщиків за всю історію Формули-1. Журналісти прозвали Сенну «бразильським чарівником» та «людиною дощу» за його талант автогонщика та вміння їздити в дощову погоду. Сенна загинув під час Гран-прі Сан-Марино 1 травня 1994 року.

## Молодість
Айртон да Сілва народився в Сан-Паулу в сім'ї багатого землевласника. Його батько сприяв розвитку гоночних талантів сина, посадивши того за кермо карта вже в чотири роки. У тринадцять років Айртон вперше взяв участь у змаганнях з картингу. Він описав цей епізод у документальному нарисі, опублікованому на початку 80-х років. Айртон згадував, що гонка проходила на вулицях міста, а стартові позиції були написані на клаптиках паперу, які потім учасники витягали з шолому. Айртону дістався перший номер, і він стартував з поулу. Майже всі учасники були досвідченішими за нього, проте не могли наздогнати його на прямих ділянках, оскільки він був набагато легший і його автомобіль через це їхав швидше. Але повороти Айртон проходив повільніше, і в одному з поворотів у його машину хтось врізався ззаду, через що він і вилетів з траси.
У 1977 році виграв чемпіонат Південної Америки з картингу. Потім брав участь у чемпіонаті світу й займав другі місця в семи перегонах, але жодного разу не зміг перемогти.
У 1981 році Айртон одружився зі своєю давньою подругою — Ліліан да Вашконселуш Соуза. Подружжя мало багато спільних інтересів, якийсь час навіть разом брали участь у перегонах, але все-таки шлюб протримався недовго — у 1983 році вони розлучилися. «Цей шлюб був помилкою», — говорив Сенна після розлучення, — «але вона дуже гарно готувала». Досі невідомо, хто був ініціатором розлучення, але обидва визнавали, що Сенна надавав дуже великого значення перегонам і не міг поєднувати їх зі шлюбом. Після цього Айртон мав чимало романів, але до одруження справа більше не доходила.
У тому ж 1981 році бразилець вирушив до Європи, де відразу виграв британський чемпіонат у класі Формула-Форд 1600. У цей же час Айртон почав виступати під дошлюбним прізвищем своєї матері — Сенна, оскільки прізвище да Сілва було дуже поширеним в Бразилії. У 1982 році Сенна виграв європейський і британський чемпіонати Формули-Форд 2000, перемігши при цьому в найпрестижнішому Гран-прі Макао. Протягом 1983 року він тестував машини різних команд Формули-1: «Вільямс», «Макларен», «Бребхем» та «Тоулман» — і зарезервував собі місце бойового пілота в останній на сезон 1984 року.

## Початок кар'єри в Формулі-1

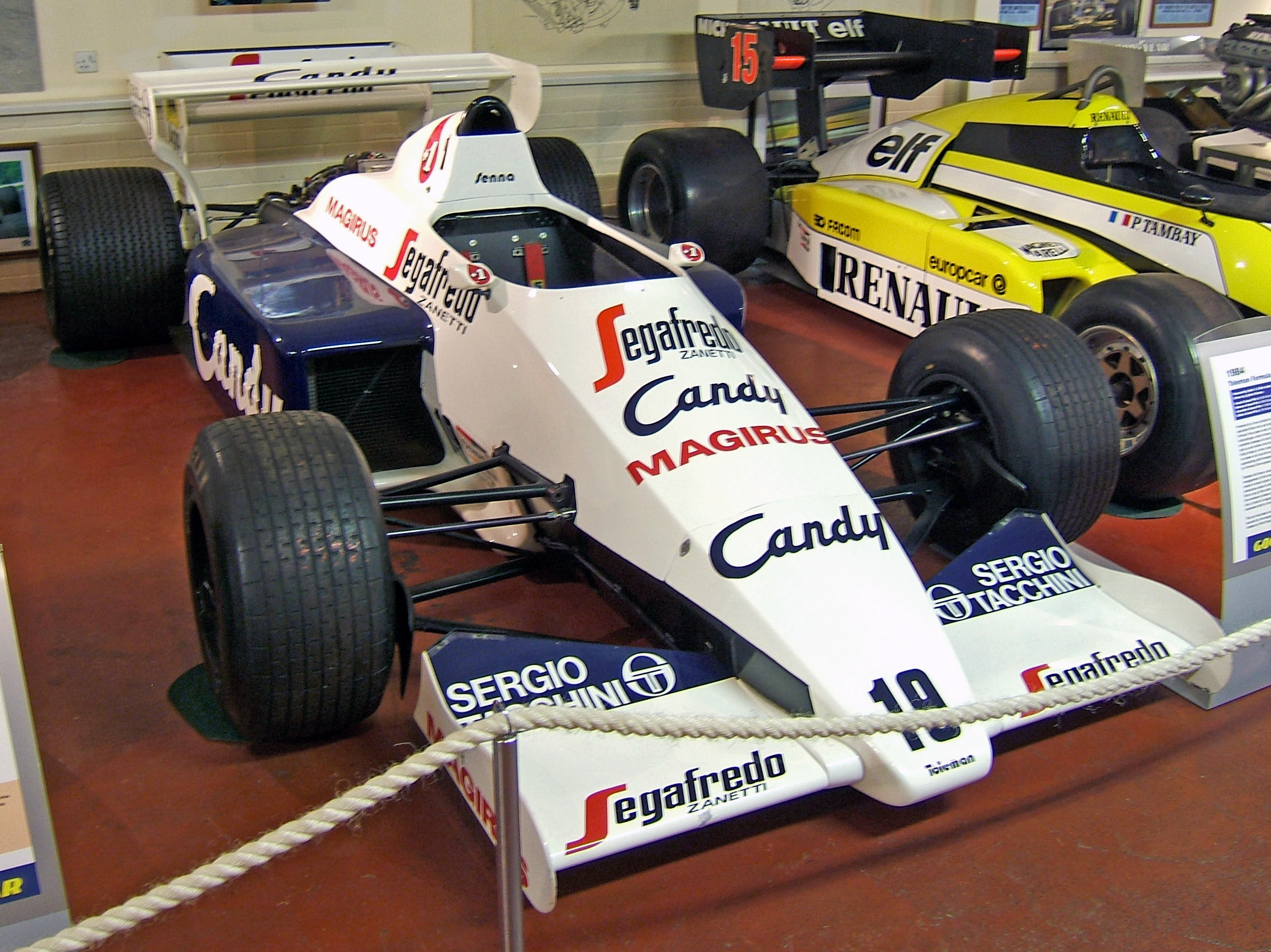
«Тоулман» Сенни TG184 1984 року.

Команда «Тоулман» була невеликою в порівнянні з іншими відомими командами того часу, такими, як «Вільямс», «Макларен» чи «Бребхем». Незважаючи на це, їй вдалося створити непогану машину, на якій Сенна вперше продемонстрував свій талант гонщика у Формулі-1. Перше очко в чемпіонаті світу Формули-1 він здобув 7 квітня 1984 року на трасі в К'яламі, де проходило Гран-прі Південної Африки. У трьох подальших перегонах він набрав ще два очка, а потім, на Гран-прі Монако, провівши важкі перегони в умовах сильного дощу і обігнавши декількох гонщиків, які мали технічно кращі машини (зокрема дворазового чемпіона світу Нікі Лауду), посів друге місце; виграти йому завадила лише зупинка перегонів. До завершення сезону Сенна ще двічі піднімався на подіум, посівши третє місце на Гран-прі Великої Британії та Гран-прі Португалії, і за підсумками року посів у чемпіонаті дев'яте місце.

## Кар'єра у Lotus
У наступному, 1985-му році, Сенна перейшов до сильнішої команди — «Лотус» (цей перехід супроводжувався тертям з командою «Тоулман», з якою він мав контракт ще на рік, і яка не хотіла його відпускати). «Лотус» побудувала тоді одну з найкращих своїх машин на той період — 97Т; партнером Сенни у команді став Еліо ді Анджеліс. На перших же перегонах сезону — Гран-прі Бразилії, Сенна завоював свій перший поул, але під час перегонів був змушений зійти через проблеми з електронікою. На другому старті сезону — Гран-прі Португалії, що проходило 21 квітня 1985 року на трасі в Ештурілі за сильного дощу, Сенна знову стартував з поулу і зміг виграти свої перші перегони у Формулі-1. Але наступні старти сезону затьмарилися численними технічними проблемами, і, попри те, що Сенна нерідко завойовував перші позиції у кваліфікаціях, закінчити перегони йому не вдавалося. Він зміг здобути ще тільки одну перемогу — на трасі Спа, де проходило Гран-прі Бельгії. До кінця сезону Айртон набрав 38 очок і зайняв у чемпіонаті четверте місце.

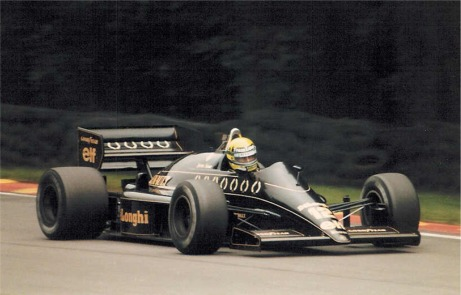
Айртон Сенна на трасі Brands Hatch, 1986

Другий сезон у «Лотусі», 1986 року, вийшов у Сенни кращим, завдяки тому, що інженери команди добре попрацювали над машиною, і вона стала надійнішою. На старті сезону на Гран-прі Бразилії Сенна посів друге місце відразу за своїм співвітчизником Нельсоном Піке, а потім захопив лідерство у чемпіонаті світу після перемоги на автодромі Херес в Іспанії, де він до останньої секунди стримував Найджела Менселла, що йшов другим, і на фініші відстав від Сенни всього на 14 сотих секунди. Але це лідерство не протрималося довго — чемпіонат став ареною боротьби головним чином «Макларена» та «Вільямса», а «Лотус» знову став страждати від проблем з механікою. Попри це, Сенна отримав ще одну перемогу і на трьох гран-прі зміг зайняти друге місце, закінчивши чемпіонат з 55 очками, завоювавши при цьому вісім поулів. Однак пілоти «Макларена» і «Вільямса»: Прост, Піке і Менселл — виступили так добре, що цих очок Сенні знову вистачило лише на четверте місце в чемпіонаті.
Сезон 1987 року також став багатообіцяючим. Компанія «Рено» оголосила про вихід з автоспорту, і команда «Лотус» почала використовувати мотор «Хонда», який був більш потужним і надійним. Початок сезону у Сенни не склався, але потім він виграв підряд двоє перегонів — престижний Гран-прі Монако і Гран-прі США, що проходило у Детройті — і знову став лідером чемпіонату. Але Менселл та Піке на «Вільямсах» і цього сезону показували такі вражаючі результати, що Сенні було важко з ними конкурувати, і після Гран-прі Мексики, де Айртон вилетів з траси через несправне зчеплення, він втратив шанси на чемпіонський титул, за який продовжували боротися між собою пілоти «Вільямса». За два гран-прі до кінця сезону Менселл потрапив в аварію на вільних заїздах перед Гран-прі Японії, і не зміг взяти участь у цих перегонах, а також у наступному Гран-прі Австралії. Це давало Сенні шанси на віце-чемпіонство, і він зробив все, що зміг, посівши друге місце в обох перегонах і набравши достатньо очок для другого місця у чемпіонаті. Проте після Гран-прі Австралії стюарди встановили, що отвори для охолоджування гальм на машині Сенни були ширшими, ніж передбачено регламентом, і Сенну дискваліфікували. Через це за підсумками сезону він з 57 очками посів третє місце.
Протягом сезону 1987 року у Сенни встановилися добрі відносини з компанією «Хонда», і коли в кінці сезону строк контракту Сенни з командою «Лотус» закінчився, він отримав запрошення до команди «Макларен», яка також використовувала мотори «Хонда».

## Кар'єра у McLaren

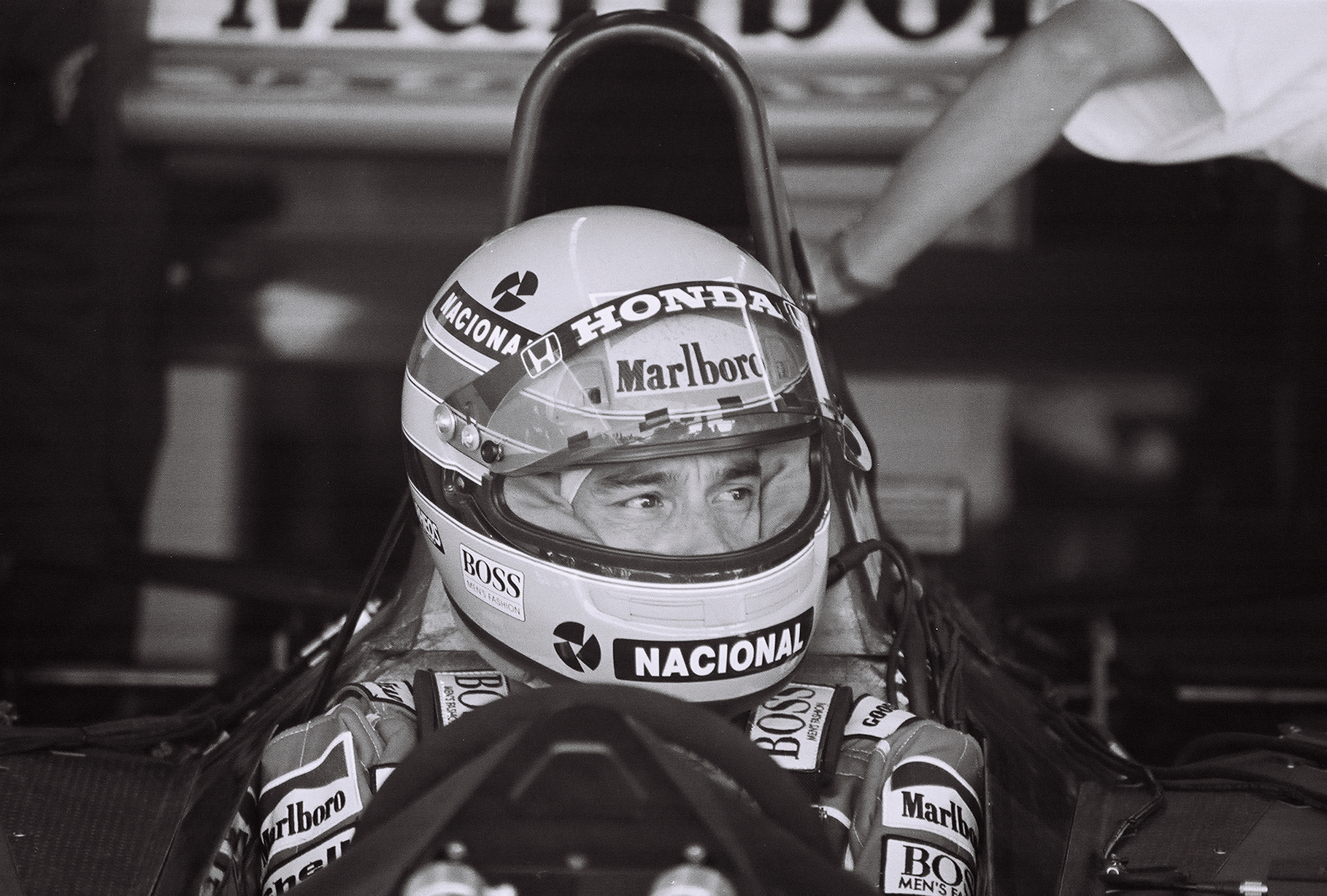
Айртон Сенна на Гран-прі США, 1991

У 1988 році Сенна опинився в «Макларені», де його напарником став Ален Прост, на той час дворазовий чемпіон світу. Так започатковано жорстку конкуренцію між ними, кульмінацією якої стали декілька гоночних інцидентів за їх участю. У сезоні 1988 року на частку цієї пари припало 15 перемог з 16 (тільки Гран-прі Італії виграла команда «Феррарі»), з яких 8 належало Сенні та 7 — Просту. У підсумку Прост набрав більше очок в цілому, але тоді у залік чемпіонату йшли лише 11 найкращих результатів, тому чемпіоном став Сенна.
У наступному сезоні 1989 року конкуренція ще більше загострилася, що перейшло у постійну боротьбу на трасі і психологічну війну поза нею. Типовим епізодом цієї боротьби стало Гран-прі Німеччини, в якому Прост і Сенна боролися за перше місце протягом всієї гонки; виграв її Сенна. Чемпіоном став Прост після інциденту на останніх перегонах на трасі в Судзуці на Гран-прі Японії, коли Сенна спробував здійснити важкий обгін, їх машини зіткнулися, видовищно зачепившись одна за одну. Цей маневр з боку Сенни був дуже ризикованим, і багато хто потім критикував його за цю спробу. У той же час визнавалось, що це місце на трасі було практично єдиним, де обгін був можливим, і якби Сенна не спробував це зробити, то чемпіонський титул абсолютно точно дістався б Просту. Деякі вважають також, що в зіткненні був винен Прост, бо не побажав пропустити Сенну, коли той вже фактично обігнав його по внутрішній траєкторії. Сенна зміг повернутися в бокси, змінити передній спойлер і продовжити перегони, вигравши їх, проте після перегонів його дискваліфікували. Сенна публічно сказав, що в цьому епізоді він «був грубо пограбований», що викликало санкції з боку FIA — Айртона оштрафували на чималу суму і тимчасово позбавили ліцензії на участь у перегонах Формули-1. До початку наступного сезону Сенна, заплативши штраф і вибачившись перед FIA, повернув собі ліцензію.
Перед сезоном 1990 року Прост пішов до команди «Феррарі», пояснивши це тим, що в «Макларені» надавали перевагу Сенні. Але доля чемпіонату знову вирішувалася на передостанньому гран-прі на тій же трасі Судзука, і знову боротьба йшла між Простом та Сенною. Їх машини знову зіткнулися, цього разу в першому повороті після старту, і обидва вибули з перегонів. До цього моменту більше очок мав Сенна, тому і став чемпіоном. Дані телеметрії показали, що Сенна навіть не спробував загальмувати перед зіткненням. Багато хто вважав, що це була помста Просту за торішній інцидент, і критикували Сенну за неспортивну поведінку. Сенна спочатку відкрито не визнавав справедливість цієї версії, але й не дуже намагався спростувати її; рік по тому в інтерв'ю перед початком Гран-прі Японії 1991 року він визнав, що спровокував зіткнення навмисно, і знову звинуватив FIA у тому, що чемпіонський титул 1989 року у нього відібрали.
У сезоні 1991 року основна боротьба йшла між Сенною і Найджелом Менселлом, що виступав за «Вільямс». Айртон виграв чотири гран-прі на початку сезону, у наступних перегонах успіх святкував Найджел. До кінця сезону йшла рівна боротьба, але на Гран-прі Японії Менселл вилетів з траси і практично втратив шанси у боротьбі за чемпіонство. Сенна закінчив сезон перемогою на домашній трасі в Бразилії і став чемпіоном утретє.
У 1992 році, завдяки інтенсивній роботі, виконаній в міжсезонні інженерами «Вільямса», Менселл мав велику перевагу і виграв 9 перегонів з 16, достроково ставши чемпіоном. Сенна зміг виграти лише три етапи — Гран-прі Монако, Гран-прі Угорщини та Гран-прі Італії. У кінці сезону Сенна сказав, що йому заважала не тільки технічна перевага «Вільямса», але й відсутність Проста — без нього Сенна втратив орієнтир, ніяк не міг сприйняти Менселла як серйозного суперника і тому відчував проблеми з мотивацією.
На сезон 1993 року Сенна не мав контракту ні з однією з команд. Найджел Менселл пішов з Формули-1 у серію Індікар, і в команду «Вільямс», технічно кращу на той момент, прийшов Ален Прост. Сенна намагався також отримати місце в «Вільямсі», проте Прост зажадав, щоб команда відмовилася від такого кроку. «Макларен» у цей час відчував проблеми: компанія «Хонда» пішла з Формули-1, а компанія «Рено», що повернулася до королівських перегонів, і постачала мотори «Вільямсу», відмовилась надавати їх також і «Макларену». Врешті-решт керівнику «Макларена» Рону Деннісу вдалося укласти контракт з компанією «Форд», проте за його умовами «Макларен» мав отримувати менш потужні двигуни, у порівнянні з агрегатами, які постачалися «Бенеттону» — основному партнеру «Форда». У «Макларені» сподівалися, що їм вдасться нівелювати це відставання за допомогою кращого шасі і більш довершеної електроніки. Сенна тестував «Макларен» у міжсезонні і знайшов, що шасі дійсно вийшло дуже добрим, але все-таки недолік у потужності мотора відчувався. Тому він відмовився підписати контракт з «Маклареном» на весь сезон, але погодився їздити, укладаючи угоду на кожні перегони окремо. Початок сезону вийшов вражаючим: на відкритті сезону в Південній Африці Сенна здобув друге місце, а потім переміг на двох етапах поспіль — на Гран-прі Бразилії і на Гран-прі Європи (це гран-прі, що проходило в дощ, вважається одним з найкращих стартів Сенни). Несподіваний успіх продовжився перемогами в Іспанії та Монако. Після цього Сенна уклав контракт с «Маклареном» до закінчення сезону і став агітувати компанію «Форд» поставляти найкращі мотори «Макларену». Проте у подальших перегонах Ален Прост зміг пристосуватися до машини «Вільямс», став показувати більш високі результати, і врешті-решт виграв чемпіонат. Сенна закінчив сезон перемогою на Гран-прі Австралії, яка стала гідним закінченням його кар'єри в «Макларені».

## Майстер кваліфікацій

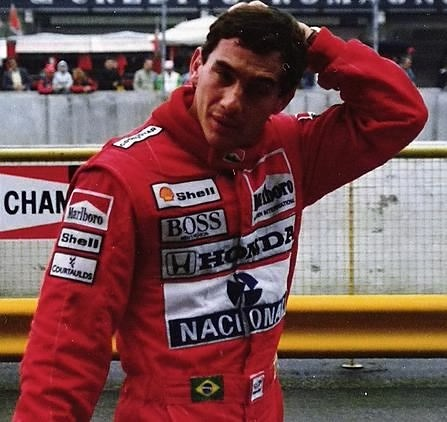
Імола, 1989

Айртон Сенна був визнаним майстром кваліфікацій. За свою кар'єру в Формулі-1 він 65 раз займав в них перші місця, що було рекордом на той час. Цей рекорд тримався після смерті Сенни протягом 12 років і був перевершений Міхаелем Шумахером тільки у 2006 році (на Гран-прі Сан-Марино, тій самій трасі, де Сенна завоював свій останній поул у 1994 році і загинув наступного дня), причому Шумахеру знадобилося для цього взяти участь у 236 перегонах, а Сенні — тільки у 161.
Однією з найпоказовіших стала кваліфікація Гран-прі Монако у 1988 році. Сенна вже завоював перше місце на старті (решта всіх гонщиків, які могли б випередити його, вже проїхала передбачену кількість кіл), однак продовжував їхати, покращуючи з кожним разом час на колі, і врешті-решт випередив усіх більш ніж на дві секунди, включаючи Алена Проста, що виступав на такій же машині. Потім Сенна розповідав, що опинився мов би в іншому вимірі: «Неначе я опинився у тунелі — не тільки в тунелі під готелем, а вся траса була для мене тунелем. Я був вже далеко за відомими межами, але на кожному колі міг знайти можливість йти ще швидше. Потім мене неначе щось ударило, я отямився і зрозумів, що знаходжусь зовсім не в тій атмосфері, в якій звичайно знаходиться людина. Я повільно доїхав до боксів і більше нікуди не ходив того дня. Це налякало мене, тому що було за гранню розумного», — згадував він.
Перегони після цієї кваліфікації також вийшли не зовсім звичайними. Сенна відразу захопив лідерство і почав відриватися, не даючи іншим практично жодних шансів. Але за 11 кіл до фінішу, коли Сенна випереджав Проста, який йшов другим, більш ніж на 50 секунд, його машина врізалася у відбійник у повороті «Порт'є». Ніяких явних причин на це не було — машина була в порядку, і нікого з інших гонщиків не було поблизу. Сенна не постраждав, і, залишивши машину, не став навіть йти у бокси, а пішов додому (він жив у Монако, і його будинок був неподалік від місця аварії). Після закінчення перегонів протягом декількох годин ніхто не міг його знайти, піднявся переполох. Потім Сенна пояснив репортерам: «Я додивився перегони по телевізору, прийняв душ і ліг спати, оскільки перегони були важкими і я дуже втомився. Я не розумію, чого всі так розхвилювались».

## Людина дощу
Вважається, що в Формулі-1 перегони в дощових умовах вирівнюють шанси учасників — швидкості сильно зменшуються, і перевага потужнішого двигуна чи кращої аеродинаміки нівелюються. Проте Айртон Сенна саме в цих умовах не раз демонстрував велику перевагу над іншими гонщиками. За численні приклади високих досягнень у дощових перегонах спортивні журналісти і вболівальники дали Сенні прізвисько «Людина дощу».
У сезоні 1984 року, коли Сенна прийшов до Формули-1, першими дощовими перегонами стало Гран-прі Монако — перегони, які вважаються важкими навіть при гарній погоді, оскільки вони проходять вулицями міста. Сенна, який мав далеко не найкращу машину (Toleman TG184), стартував з 13-го місця. Коли перегони були зупинені після 31 кола (дощ став настільки сильним, що продовжувати перегони було дуже небезпечно), Сенна посідав вже другу сходинку, при цьому швидко наздоганяв Алена Проста, який йшов першим. Це було дуже незвичним для Монако, де виконувати обгони дуже складно, і навіть за перегонів на сухій трасі часто не відбувається жодного обгону.
Свою першу перемогу на трасі в Ешторілі у 1985 році Сенна здобув також в умовах сильного дощу, коли навіть Ален Прост, який йшов другим, не зміг впоратись із керуванням, його розвернуло й кинуло на стіну. Другі перегони, в яких Сенна здобув перемогу у 1985 році — Гран-прі Бельгії, також проходили у дощ. Згодом Сенна провів чимало цікавих перегонів у дощ, які запам'яталися і експертам, і вболівальникам.
Одними з найяскравіших дощових перегонів Сенни стало Гран-прі Європи 1993 року, що проходило на трасі у Донінгтон-парку. Сенна на «Макларені» посів у кваліфікації 4 місце, пропустивши вперед Алена Проста і Деймона Хілла на «Вільямсах» і Міхаеля Шумахера на «Бенеттоні». Тоді вважалося, що болід «Вільямс FW15С», на якому виступали Прост і Хілл, набагато переважає «Макларен MP4/8» Сенни, і шансів на перемогу в перегонах у «Макларена» небагато. Деякі експерти вважають «Вільямс FW15С» технічно найдосконалішим болідом з тих, що коли-небудь брали участь у Формулі-1. Але перегони почалися за сильного дощу, що сплутало всі прогнози. Відразу після старту Хілл видавив Шумахера на зовнішню сторону траєкторії, а той в свою чергу посунув Сенну, якому нікуди було подітись. У цей же момент Вендлінгер, який стартував п'ятим, зміг обійти по внутрішній траєкторії і Сенну, і Шумахера, залишивши їх відповідно п'ятим і четвертим. Проте Сенна спочатку, змістившись на внутрішню сторону траєкторії, зміг обійти Шумахера, а потім у швидкісному лівому повороті несподівано зайняв зовнішню сторону, де ніхто більше не їхав. Це рішення здавалося помилковим, але Сенна їхав по зовнішній стороні настільки швидко, що легко обігнав Вендлінгера і встиг зайняти потрібну позицію перед наступним правим поворотом. Швидше за все, зчеплення з трасою на зовнішній стороні було набагато кращим, ніж на внутрішній, і Сенна виявився єдиним з гонщиків, хто зміг передбачити це. Потім, проходячи повороти значно швидше, ніж «Вільямси», він обігнав Хілла, Проста і до кінця першого кола вже займав перше місце. Багато експертів після цих перегонів казали, що це найкраще перше коло перегонів, яке вони коли-небудь бачили. Надалі дощ то припинявся, то починався знову, гонщики постійно змінювали гуму, при цьому Сенна декілька разів протягом перегонів затягував зміну гуми, продовжуючи їхати по мокрій трасі на сліках. У результаті на фініші перегонів в одному колі з переможцем був тільки Хілл, який відстав від Сенни на 80 секунд.
Саме після цих перегонів у Донінгтон-парку було введено обмеження швидкості на піт-лейн. Причиною стала ситуація, що склалася на перегонах, коли Айртон Сенна проїхав через піт-лейн, не зупиняючись, і встановив таким чином найкраще коло у перегонах — через особливість конфігурації траси шлях через піт-лейн був коротшим, і не зважаючи на те, що бразилієць їхав у цей момент на дощовій гумі, коло вийшло швидшим, ніж попередні, пройдені на сліках по нормальній траєкторії. У цей момент Сенна не тільки лідирував, але й випереджав всіх інших учасників на коло, і, проїжджаючи через піт-лейн, помахав своїм механікам, що дало коментаторам привід думати про екстравагантний жест з боку бразильця. Але після перегонів Сенна пояснив, що це вийшло випадково — він збирався замінити дощову гуму на слік, але, вже повернувши до піт-лейн, помітив, що дощ почав йти знову, і вирішив продовжувати перегони на дощовій гумі. Привітати механіків, за його словами, було в цій ситуації абсолютно природним, а про найкраще коло він взагалі не думав. Проте FIA порахувала, що ситуація з таким найкращим колом має абсурдний характер, і ввела обмеження швидкості на піт-лейн — 80 км/год, надалі його збільшили до 100 км/год на більшості трас.

## Характер Сенни

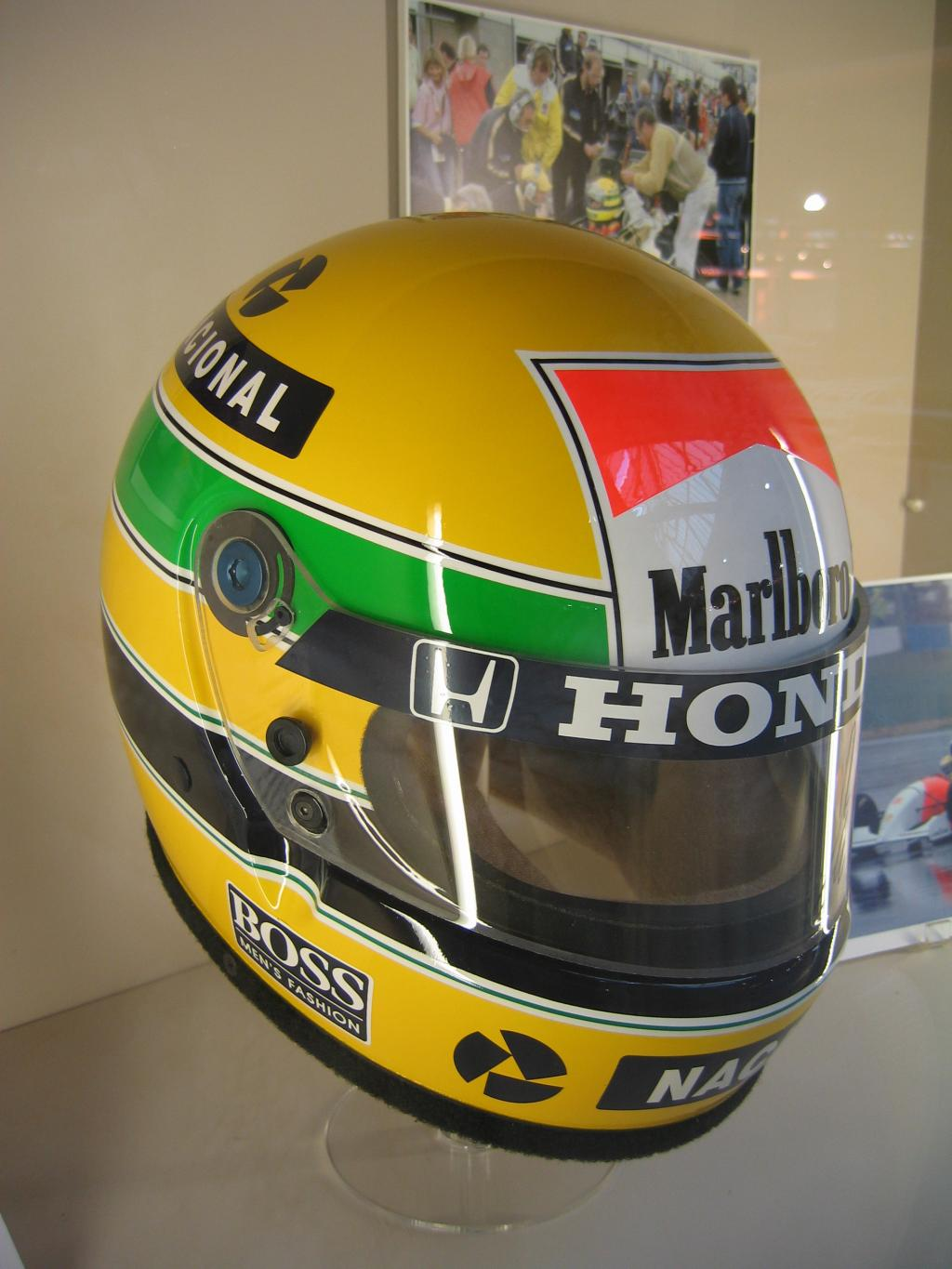
Шолом Сенни за часів виступу за «Макларен»

На трасі Сенна був цілковито цілеспрямованим і завжди прагнув перемогти, часто пілотуючи болід на грані можливого. Багато хто вважав його стиль водіння дуже небезпечним і говорили, що для нього перемога важливіша за життя. Коли одного разу він зізнався, що вірить у Бога, Ален Прост сказав, що Сенна, швидше за все, думає, що Бог допомагає йому пілотувати машину, і тому поводиться на межі божевілля. Мартін Брандл також казав: «Поза сумнівом, Сенна — геній. Але це означає, що життєвий баланс у ньому сильно зміщений в одну із сторін. Він так сильно розвинув свої навички, що часто знаходяться за гранню. Це небезпечний знак».
Сам Сенна визнавав, що прагне на кожних перегонах досягти меж власних можливостей, але говорив, що головне для нього — не перевага над іншими, а пізнання самого себе. «Це дослідження, що дуже зачаровує», казав він.
З іншого боку, дехто вважав, що заради перемоги в перегонах Сенна готовий на багато чого, зокрема навіть на негарні вчинки. У зв'язку з цим особливо часто згадувалося зіткнення з Аленом Простом у кінці сезону 1990 року. Ходили чутки, що перед цими перегонами Сенна в кулуарній обстановці боксів сказав, що якщо Ален увійде першим у перший поворот, то він там і залишиться — що і трапилось на перегонах. Цікаво, що інший великий гонщик Формули-1, Міхаель Шумахер, після деяких епізодів власної неспортивної поведінки — на Гран-прі Австралії 1994 року в Аделаїді (виліт з траси і подальше зіткнення з головним суперником Деймоном Хіллом) і Гран-прі Європи 1997 року в Хересі (зіткнення з головним суперником Жаком Вільневом, після якого останній, попри все, залишився на трасі) — заявляв у пресі, що коли це робив Айртон Сенна, то це була звичайна практика, а коли так робить він сам, то всі вважають це порушенням принципів «чесної гри».
Сенна був запальним, і здійснював деколи необдумані вчинки відносно гонщиків, які, як йому здавалося, некоректно поводилися з ним під час перегонів. Так, наприклад, у 1993 році, після того, як Едді Ірвайн обігнав його, щоб вийти з числа тих, що відстають на коло, і при цьому перешкодив бразильцю, той затіяв з'ясування відносин з Ірвайном, яке закінчилося рукоприкладством.
У той же час, коли справа не стосувалась боротьби на трасі, Сенна не раз допомагав іншим гонщикам. У 1992 році на трасі Спа, де проходив Гран-прі Бельгії, під час суботньої кваліфікації Ерік Кома потрапив у важку аварію на прямій повернення, де всі гонщики їхали на дуже високій швидкості. Сенна, побачив це, зупинив свою машину, виліз з неї і з ризиком для життя побіг до розбитої машини Кома, встигши відключити на ній електроживлення до того, як почалася пожежа. У 1993 році на тій же трасі в Спа, коли під час вільних заїздів Алессандро Дзанарді на великій швидкості врізався в стіну у складному повороті Оруж, Сенна залишив свою машину, щоб допомогти постраждалому пілотові.
Особисті відносини з гонщиками у Сенни складалися по-різному. З деякими вони були досить напруженими — зокрема, з Аленом Простом і Нельсоном Піке справа доходила до досить гострих обопільних висловлювань на адресу один одного. Айртон майже відкрито натякав на свій близький зв'язок із дружиною Нельсона (при цьому люди, які знали їх обох, стверджували, що це була неправдою). У той же час інші гонщики — Рубенс Барікелло, Герхард Бергер — були близькими друзями Сенни.
Поза трасою Сенна відрізнявся м'яким характером, був гуманістом і релігійною людиною. Він був дуже чарівним, за що його любили і журналісти, і вболівальники усього світу. Багато з тих, хто спілкувався з ним, говорили, що його посмішка і голос мали майже гіпнотичну дію.
Сенна жертвував мільйони доларів на боротьбу з бідністю у Бразилії, і заповів для тієї ж мети весь свій статок (який на момент його смерті оцінювався приблизно в 400 мільйонів доларів). За життя Айртон волів не говорити про це публічно, і про його пожертви стало відомо лише після його смерті.
Френк Вільямс, у команді якого Сенна провів свій останній сезон, говорив про нього: «Айртон був дуже неординарною особистістю. Насправді він був ще більш великою людиною поза перегонами, ніж у них».

## Загибель Сенни
У 1994 році Сенна перейшов з «Макларена» до «Вільямс-Рено», найсильнішої на той момент команди. Незважаючи на завоювання поул-позишн на перших двох перегонах сезону — Гран-прі Бразилії та Гран-прі Тихого Океану, фінішувати на них йому не вдалося. 1 травня 1994 року Айртон взяв участь у третіх за свою нову команду перегонах — Гран-прі Сан-Марино. Він знову виграв поул, але перегони закінчилися для нього трагічно.
Протягом усього вікенду, коли проходили ці перегони, постійно траплялися різні неприємності, з яких найсерйознішими стали дві. Спочатку, під час вільних заїздів у п'ятницю, в серйозну аварію потрапив Рубенс Барікелло. Він зламав ніс і ребро, опинився в лікарні і не зміг через це взяти участь у перегонах. Барікелло нещодавно прийшов до Формули-1 і вважався протеже Сенни. Сенна відвідав Барікелло в лікарні (лікарі заборонили йому це робити, тому Айртону довелося перелазити через стіну), і після розмови з ним дійшов висновку, що потрібно переглядати стандарти безпеки у Формулі-1. Наступного дня, під час суботньої кваліфікації, загинув австрійський гонщик Роланд Ратценбергер — його машина вилетіла з траси у швидкісному віражі «Вільнев» на швидкості близько 320 кілометрів за годину і вдарилася лівою стороною у бетонну стіну. Ця смерть шокувала всіх, оскільки протягом 12 років до цього моменту ніхто з гонщиків не гинув на трасі у ході гран-прі і багато хто вперше переживав такий момент. Сенна ще більше впевнився у тому, що необхідно терміново вжити заходів з підвищення безпеки перегонів. Вранці у неділю, з ініціативи Айртона, відбулися збори пілотів, на яких вони домовилися створити робочу групу з безпеки, яка зайнялася б розробкою плану заходів. Учасники цих зборів згадували, що Сенна поводився дуже нервово і неврівноважено, начебто передчував щось.
На початку перегонів у першому повороті зіштовхнулися Педро Ламі і Джей Джей Лехто (при цьому уламками, що розлетілися, поранено троє глядачів, одного з них важко), і на трасу випустили автомобіль безпеки, щоб швидкість руху болідів знизилась і можна було прибрати уламки. Гонщики їхали за машиною безпеки до 6-го кола. На сьомому колі, другому після відходу машини безпеки рестарту перегонів, машина Сенни зірвалася з траси у повороті «Тамбурелло» і на величезній швидкості врізалася в бетонну стіну. Згідно з показаннями телеметрії, у момент зриву швидкість машини була близько 310 кілометрів на годину, після цього Сенна встиг загальмувати й уповільнити болід, але все-таки швидкість на момент удару в стіну становила приблизно 218 кілометрів на годину.
Коли стало зрозуміло, що Сенна залишається нерухомим у машині, гонку зупинили і до місця аварії прибули медики. Коли Айртона дістали з уламків машини, він практично не подавав ознак життя, йому зробили трахеостомію і на вертольоті доправили до шпиталю, підключивши до апарату штучного дихання. Після проведеного обстеження стало зрозуміло, що мозок Сенни мертвий, і шансів на його вихід з коми не залишилося. Тому медики вирішили припинити штучне підтримання життя його тіла. Як з'ясувалося пізніше, при зіткненні відірвалося праве переднє колесо разом зі шматком підвіски і вдарило Сенну по голові, при цьому металева частина підвіски пробила шолом і завдала черепно-мозкової травми, несумісної з життям.

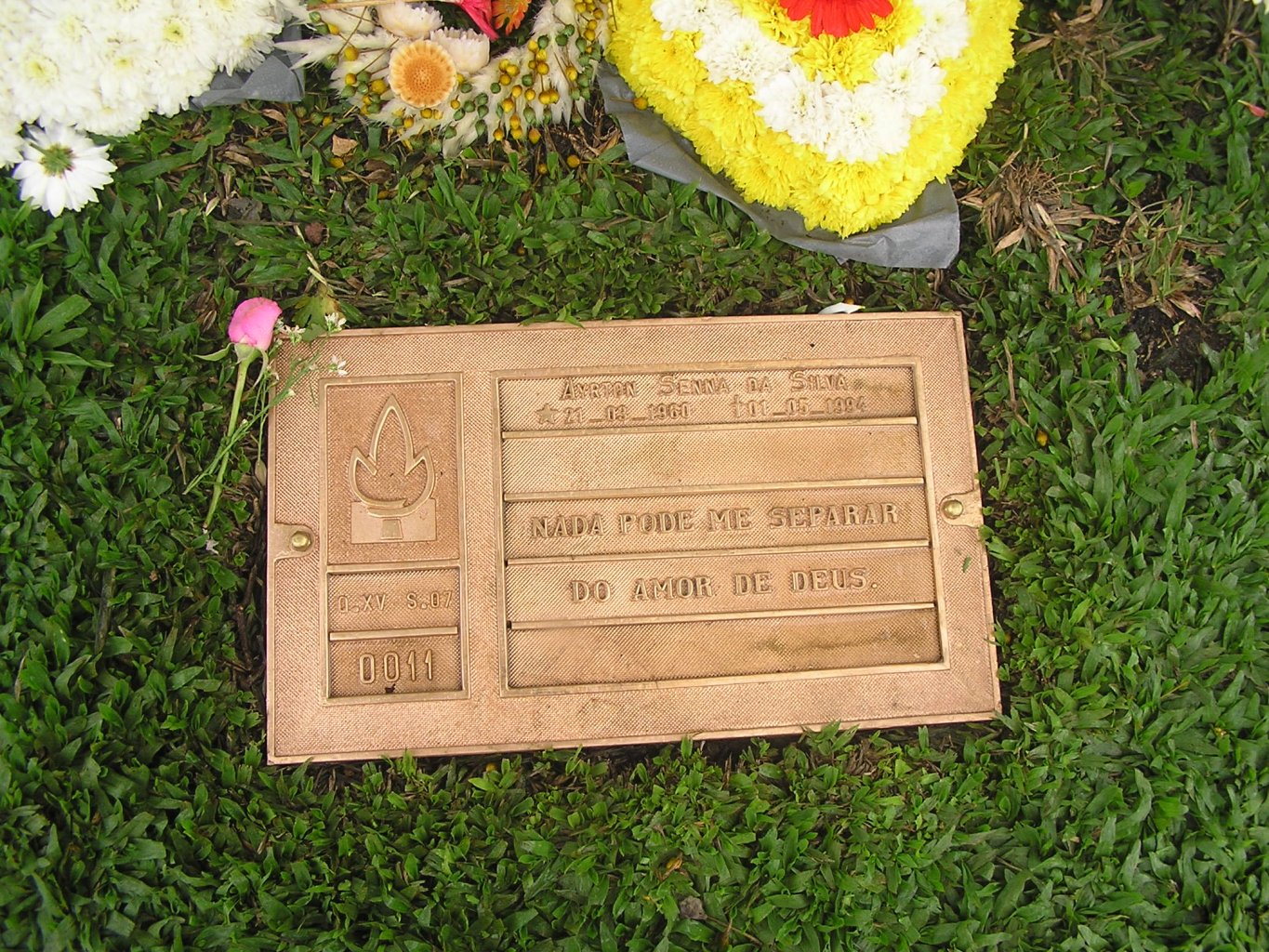
Могила Сенни

Після того, як Сенну відвезли до лікарні, перегони поновилися, і в них переміг Міхаель Шумахер. Деякі медики і гонщики вважають, що Сенна помер відразу ж після аварії, і його транспортування до лікарні було безглуздим — організатори перегонів начебто пішли на це тому, що оголосивши про смерть гонщика негайно, було б неетично відновлювати змагання, і організатори, включаючи FIA, зазнали б серйозних збитків. Ця точка зору спростовується офіційними представниками FIA і організаторами перегонів.
Серед експертів досі немає єдності з приводу причин аварії. Висловлювали найрізноманітніші версії, від недостатнього прогріву шин унаслідок руху декількома колами за машиною безпеки, до миттєвої втрати свідомості пілотом через високі перевантаження. Найбільш поширеною версією, яку визнав достовірною італійський суд, що проводив розгляд справи, є несправність кермового управління.
Серед уламків машини, що розбилася, було знайдено забруднений кров'ю австрійський прапор. Можливо, Сенна збирався присвятити перегони загиблому Ратценбергеру у разі своєї перемоги, хоча нікому про це не казав. Залишки машини після судового розгляду повернули команді «Вільямс», і, згідно з її заявою, знищені.
Смерть Сенни стала трагедією для багатьох уболівальників у всьому світі, і особливо в Бразилії. Бразильський уряд оголосив триденний національний траур. У день похорону Айртона Сенни в Сан-Паулу траурну процесію супроводжували близько 500 000 людей. Його поховали на кладовищі в Морумбі поблизу Сан-Паулу.

## Після смерті

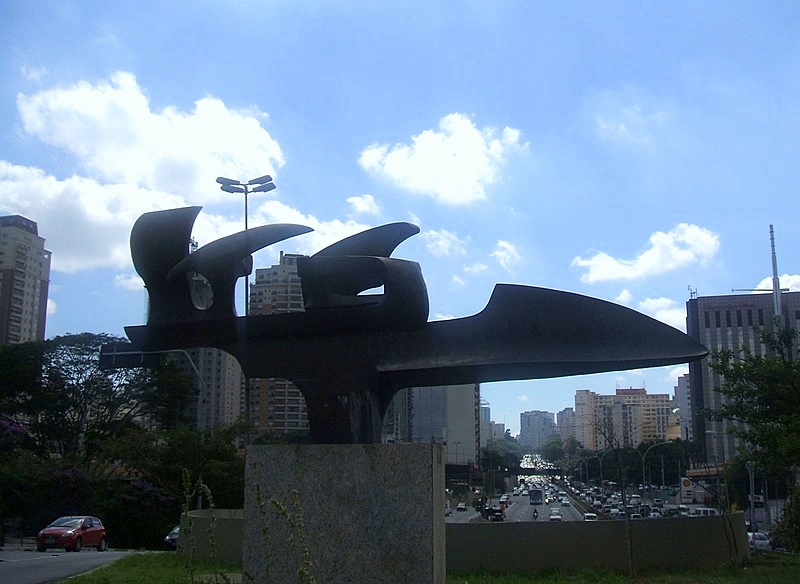
Пам'ятник Айртону Сенні у Сан-Паулу

Незадовго до смерті Айртон Сенна створив благодійний фонд Ayrton Senna Foundation, метою якого стала допомога бідним молодим людям у Бразилії та інших країнах. Після смерті Сенни, за його заповітом, до цього фонду перейшов весь його спадок. Тому і в наші дні ім'я Сенни для мільйонів людей у світі пов'язане з надіями на краще життя.
Для тих, хто знав Сенну, він залишається прикладом найвищого професіоналізму, який сполучався з людяністю та чарівністю. Чимало з відомих у Формулі-1 людей, які багато зробили для її розвитку: Берні Екклстоун, Макс Мослі, Флавіо Бріатторе та інші — говорили в своїх інтерв'ю, що вважають саме Сенну найкращим гонщиком всіх часів, і не тільки через показані ним результати в перегонах, але й через той вплив, який він робив і продовжує робити на думки багатьох людей. Цікаво, що через декілька років після смерті Сенни Берні Екклстоун сказав, що після ще декількох перемог Шумахера про Сенну, як і про Проста та інших гонщиків, що вже не виступають, швидко забудуть, однак пізніше змінив свою думку.
У 2000 році в Бразилії проведене соціологічне опитування, в якому бразилійським громадянам запропонували назвати найкращого бразильця за всю історію країни. Результати опитування показали, що найвеличнішим вважається Айртон Сенна, попри те, що на той час було відомо чимало видатних співвітчизників (наприклад, Пеле).
Журнал F1 Racing двічі після смерті Сенни, у 1997 і 2004 роках, проводив опитування експертів для визначення найкращих гонщиків за всю історію Формули-1. В опитуваннях взяли участь 77 експертів, кожен з яких мав назвати 10 гонщиків, яких вважає найкращими, потім список зі ста найкращих спортсменів публікувався в журналі. За результатами обох опитувань Сенна посів перші місця, випередивши таких відомих гонщиків, як Міхаель Шумахер, Ален Прост, Хуан Мануель Фанхіо і Джим Кларк. Після публікації результатів опитування 2004 року редакція журналу отримала безліч гнівних листів від прихильників Міхаеля Шумахера, який мав на той час шість чемпіонських титулів — автори листів вважали, що перше місце може належати тільки йому. В одному з наступних номерів журналу опубліковано декілька таких листів і пояснення, в якому зазначалося, що експерти оцінювали не кількість титулів, перемог чи очок, а масштаб особистості гонщика.
У тому ж році, на десятиліття смерті Сенни, у Бразилії вийшла книга Ернесто Родрігеса Ayrton, the Hero Revealed (у португальському варіанті Ayrton, o Herói Revelado), в якій описувалося життя й кар'єра Сенни, включаючи невідомі раніше подробиці.
21 квітня 2004 року, перед Гран-прі Сан-Марино, на стадіоні в Імолі проведено футбольний матч, присвячений пам'яті Айртона Сенни. У цьому матчі взяли участь збірна Бразилії, складена з гравців — переможців чемпіонату світу з футболу 1994 року, і команда відомих гонщиків Формули-1 (Міхаель Шумахер, Фернандо Алонсо, Рубенс Барікелло та інші). На матч продано більше 7000 квитків, увесь прибуток пішов до фонду Ayrton Senna Foundation.
У кінці 2006 року за ініціативою журналу F1 Racing декілька експертів (до їх числа увійшли Макс Мослі, Жан Тодт, Кеке Росберг, Едді Джордан та інші) вивели формулу для визначення швидкості гонщика. За допомогою цієї формули вони визначили найшвидших пілотів Формули-1 за всю її історію. Перше місце в списку посів Айртон Сенна.
Під час проведення Гран-прі Бразилії багато гонщиків обов'язково відвідують могилу Айртона Сенни на кладовищі Морумбі. Напис на могилі говорить: «Тепер ніщо не заважає моїй любові до Бога».
Ім'ям Сенни названа велика кількість вулиць у різних містах Бразилії, шосе в провінції Сан-Паулу, а також два бразильські автодроми поблизу міст Каруару і Лондріна, на яких відбуваються етапи бразильських і південноамериканських гоночних чемпіонатів. Перша шикана на автодромі Інтерлагос, де зазвичай проходить один з етапів чемпіонату Формули-1, також носить ім'я Сенни («S» do Senna).

## Повна таблиця результатів
| Приклад      | Опис                                                              |
| ------------ | ----------------------------------------------------------------- |
| 1            | Переможець                                                        |
| 2            | Друге місце                                                       |
| 3            | Третє місце                                                       |
| 5            | Фінішував у очковій зоні                                          |
| 12           | Фінішував поза очковою зоною                                      |
| НКЛ          | Фінішував, але не класифікований                                  |
| Схід         | Не фінішував і не класифікований                                  |
| НКВ          | Не кваліфікований                                                 |
| НПКВ         | Не передкваліфікований                                            |
| ДСК          | Дискваліфікований                                                 |
| ТТР          | Брав участь тільки в тренуваннях                                  |
| тест         | Тестер по п'ятницях (з 2003 року)                                 |
| НС           | Брав участь у Гран-прі як бойовий пілот, але не стартував у гонці |
| Т            | Травмований чи хворий                                             |
| Викл         | Виключений із протоколу                                           |
| Від          | Відмова від участі                                                |
| НТР          | Не брав участі в тренуваннях                                      |
| НПР          | Не прибув на Гран-прі                                             |
| С            | Гонка скасована                                                   |
|              | Не брав участі                                                    |
| Жирний шрифт | Поул-позиція                                                      |
| Курсив       | Швидке коло                                                       |

Жирним шрифтом позначені етапи, на яких гонщик стартував з поулу.
Курсивом позначені етапи, на яких гонщик мав найшвидше коло.
| Рік  | Команда  | 1        | 2        | 3        | 4        | 5        | 6        | 7        | 8        | 9        | 10    | 11       | 12       | 13       | 14       | 15       | 16       | Місце в чемпіонаті | Очки в чемпіонаті |
| ---- | -------- | -------- | -------- | -------- | -------- | -------- | -------- | -------- | -------- | -------- | ----- | -------- | -------- | -------- | -------- | -------- | -------- | ------------------ | ----------------- |
| 1984 | Тоулман  | BRA Схід | SAF 6    | BEL 6    | SMR НКВ  | FRA Схід | MON 2    | CAN 7    | USE Схід | USA Схід | GBR 3 | GER Схід | AUT Схід | DUT Схід | ITA      | EUR Схід | POR 3    | 9                  | 13                |
| 1985 | Лотус    | BRA Схід | POR 1    | SMR 7    | MON Схід | CAN 16   | USA Схід | FRA Схід | GBR 10   | GER Схід | AUT 2 | DUT 3    | ITA 3    | BEL 1    | EUR 2    | SAF Схід | AUS Схід | 4                  | 38                |
| 1986 | Лотус    | BRA 2    | ESP 1    | SMR Схід | MON 3    | BEL 2    | CAN 5    | USA 1    | FRA Схід | GBR Схід | GER 2 | HUN 2    | AUT Схід | ITA Схід | POR 4    | MEX 3    | AUS Схід | 4                  | 55                |
| 1987 | Лотус    | BRA Схід | SMR 2    | BEL Схід | MON 1    | USA 1    | FRA 4    | GBR 3    | GER 3    | HUN 2    | AUT 5 | ITA 2    | POR 7    | ESP 5    | MEX Схід | JPN 2    | AUS ДСК  | 3                  | 57                |
| 1988 | Макларен | BRA ДСК  | SMR 1    | MON Схід | MEX 2    | CAN 1    | USA 1    | FRA 2    | GBR 1    | GER 1    | HUN 1 | BEL 1    | ITA 10   | POR 6    | ESP 4    | JPN 1    | AUS 2    | 1                  | 90 (94)           |
| 1989 | Макларен | BRA 11   | SMR 1    | MON 1    | MEX 1    | USA Схід | CAN 7    | FRA Схід | GBR Схід | GER 1    | HUN 2 | BEL 1    | ITA Схід | POR Схід | ESP 1    | JPN ДСК  | AUS Схід | 2                  | 60                |
| 1990 | Макларен | USA 1    | BRA 3    | SMR Схід | MON 1    | CAN 1    | MEX 20   | FRA 3    | GBR 3    | GER 1    | HUN 2 | BEL 1    | ITA 1    | POR 2    | ESP Схід | JPN Схід | AUS Схід | 1                  | 78                |
| 1991 | Макларен | USA 1    | BRA 1    | SMR 1    | MON 1    | CAN Схід | MEX 3    | FRA 3    | GBR 4    | GER 7    | HUN 1 | BEL 1    | ITA 2    | POR 2    | ESP 5    | JPN 2    | AUS 1    | 1                  | 96                |
| 1992 | Макларен | RSA 3    | MEX Схід | BRA Схід | ESP 9    | SMR 3    | MON 1    | CAN Схід | FRA Схід | GBR Схід | GER 2 | HUN 1    | BEL 5    | ITA 1    | POR 3    | JPN Схід | AUS Схід | 4                  | 50                |
| 1993 | Макларен | RSA 2    | BRA 1    | EUR 1    | SMR Схід | ESP 2    | MON 1    | CAN 18   | FRA 4    | GBR 5    | GER 4 | HUN Схід | BEL 4    | ITA Схід | POR Схід | JPN 1    | AUS 1    | 2                  | 73                |
| 1994 | Вільямс  | BRA Схід | PFC Схід | SMR Схід | MON      | ESP      | CAN      | FRA      | GBR      | GER      | HUN   | BEL      | ITA      | POR      | EUR      | JPN      | AUS      | —                  | 0                 |